# كريس دولمان
كريستيان «كريس» دولمان (بالإنجليزية: Christiaan "Chris" Dolman؛ مواليد 17 فبراير 1945) هو لاعب جودو هولندي مُعتزل ولاعب سامبو ومصارع.

## وصلات خارجية
- كريس دولمان على موقع JudoInside.com (الإنجليزية)
- كريس دولمان على موقع شيردوغ (الإنجليزية)
- كريس دولمان على موقع Tapology.com (الإنجليزية)
- كريس دولمان على موقع WrestlingData.com (الإنجليزية)